# Clásico Tapatío
O Clásico Tapatío é um derby de futebol entre duas equipes da cidade de Guadalajara: Club Deportivo Guadalajara e Atlas Fútbol Club. É considerado o mais antigo clásico do futebol mexicano, uma vez que remonta ao ano de 1916.

## História
A rivalidade nasceu logo após a fundação do Atlas, em agosto de 1916 (o Chivas de Guadalajara foi fundado em maio de 1906). Além de os dois clubes serem da mesma cidade, havia também uma diferença de classe social entre as duas equipes. Enquanto o Guadalajara era seguido pela classe média da cidade. O Atlas representava e era o favorito da classe alta, devido ao fato de que os fundadores do clube vinham de famílias ricas e aprenderam o esporte do futebol em suas viagens como estudantes ao Reino Unido.
O primeiro encontro entre os dois clubes ocorreu em um amistoso logo após a fundação do Atlas, com um empate em 0 a 0. A primeira partida de torneio ocorreu no "Torneo de Primavera" (Torneio da Primavera) de 1917, em que o Atlas venceu o Chivas por 2 a 1, apesar das reclamações do Chivas sobre o mau desempenho do árbitro. O Chivas ficou tão irritado com o resultado que se recusou a jogar no torneio seguinte da Liga Amadora de Jalisco, em 1917-18, a menos que o presidente da arbitragem, Justo García Godoy, renunciasse ao cargo; quando Godoy não o fez, o Chivas se recusou a participar do torneio. Após o término do torneio, o Atlas venceu sua primeira liga amadora e o líder do colegiado renunciou, o Chivas desafiou o Atlas para uma série de três partidas. Cada uma das equipes venceu uma das duas primeiras partidas, ambas por apenas um gol, e a terceira foi vencida pelo Atlas; dessa vez houve mais reclamações porque o Atlas havia usado 7 substituições do não mais existente Club Colón.
Há uma lenda que garante que a primeira partida foi favorável ao Atlas por um placar de 18 a 0, embora a primeira referência seja uma nota de um jornal de Guadalajara publicada cerca de 50 anos após a suposta ocorrência da partida. Atualmente, não há dados que confirmem o confronto. Alguns acreditam que essa partida nunca ocorreu e outros que foi apenas um jogo sem status oficial entre seguidores do clube.
Em 1955, aconteceu o fato mais curioso do Clássico Tapatio. O goleiro do Guadalajara, Jaime "Tubo" Gómez, foi insultado durante grande parte do jogo pelos torcedores. Depois de ver que a partida seria vencida pelo Chivas com facilidade, após estar ganhando por 5 a 0, "Tubo" pediu uma revista a alguém fora do campo, sentou-se ao lado de uma das traves e começou a lê-la, em clara zombaria aos torcedores do Atlas.
Atlas e Guadalajara se enfrentaram duas vezes em playoffs, ambas nas quartas de final. Na primeira ocasião, no Torneio de Verão de 2000, o Chivas passou para as semifinais ao empatar os dois confrontos em 1 a 1, já que o Guadalajara tinha melhor posição na tabela geral. Três anos e meio depois, no Torneio de Abertura de 2004, o Atlas se vingou e eliminou seu odiado rival pelo placar global de 4 a 3. Em ambos os jogos, o Guadalajara perdeu o pênalti da vitória. Nenhuma das equipes passou das semifinais em nenhuma das ocasiões: o Chivas foi derrotado pelo Toluca e o Atlas foi derrotado pelo Pumas.

## Partidas oficiais

### Liga Amateur de Jalisco
| Temporada | Vencedor    | Resultado | Temporada | Vencedor    | Resultado |
| --------- | ----------- | --------- | --------- | ----------- | --------- |
| 1918-19   | Atlas       | 2-1       | 1918-19   | Empate      | 0-0       |
| 1919-20   | Atlas       | 4-0       | 1919-20   | Atlas       | 2-1       |
| 1920-21   | Atlas       | 1-0       | 1920-21   | Guadalajara | 1-0       |
| 1921-22   | Guadalajara | 2-1       | 1921-22   | Empate      | 0-0       |
| 1922-23   | Guadalajara | 2-1       | 1922-23   | Empate      | 2-2       |
| 1923-24   | Atlas       | 3-0       | 1923-24   | 1           | -         |
| 1924-25   | Atlas       | 3-2       | 1924-25   | Guadalajara | 2-1       |
| 1925-26   | Empate      | 1-1       | 1925-26   | Atlas       | 3-0       |
| 1926-27   | Atlas       | 2-0       | 1926-27   | Guadalajara | 3-2       |
| 1927-28   | Guadalajara | 3-0       | 1928-29   | Guadalajara | 5-1       |
| 1929-30   | Empate      | 1-1       | 1929-30   | Guadalajara | 2-1       |
| 1930-31   | Guadalajara | 1-0       | 1931-32   | Atlas       | 1-0       |
| 1932-33   | Guadalajara | 3-2       | 1932-33   | Guadalajara | 8-1       |
| 1933-34   | Atlas       | 3-2       | 1933-34   | Empate      | 4-4       |
| 1934-35   | Guadalajara | 1-0       | 1934-35   | Guadalajara | 2-1       |
| 1935-36   | Atlas       | 3-2       | 1935-36   | Guadalajara | 3-2       |
| 1936-37   | Empate      | 3-3       | 1937-38   | Guadalajara | 4-3       |
| 1938-39   | Atlas       | 4-3       | 1938-39   | Guadalajara | 2-1       |
| 1939-40   | Guadalajara | 4-1       | 1939-40   | Atlas       | 3-1       |
| 1940-41   | Guadalajara | 3-0       | 1940-41   | Guadalajara | 6-3       |
| 1941-42   | Guadalajara | 3-1       | 1941-42   | Atlas       | 3-1       |
| 1941-42   | Guadalajara | 4-3       | 1942-432  | Guadalajara | 4-3       |

1. Sem dados.
2. Copa Jalisco.

### Primera División
| Temporada    | Mandante    | Res. | Visitante   | Temporada        | Mandante    | Res. | Visitante   |
| ------------ | ----------- | ---- | ----------- | ---------------- | ----------- | ---- | ----------- |
| 1943-44      | Atlas       | 3-7  | Guadalajara | 1943-44          | Guadalajara | 1-3  | Atlas       |
| 1944-45      | Atlas       | 4-3  | Guadalajara | 1944-45          | Guadalajara | 3-1  | Atlas       |
| 1945-46      | Guadalajara | 1-1  | Atlas       | 1945-46          | Atlas       | 2-0  | Guadalajara |
| 1946-47      | Guadalajara | 1-1  | Atlas       | 1946-47          | Atlas       | 2-1  | Guadalajara |
| 1947-48      | Atlas       | 2-1  | Guadalajara | 1947-48          | Guadalajara | 2-2  | Atlas       |
| 1948-49      | Atlas       | 3-0  | Guadalajara | 1948-49          | Guadalajara | 3-1  | Atlas       |
| 1949-50      | Atlas       | 2-1  | Guadalajara | 1949-50          | Guadalajara | 2-1  | Atlas       |
| 1950-51      | Guadalajara | 0-4  | Atlas       | 1950-51          | Atlas       | 1-0  | Guadalajara |
| 1951-52      | Atlas       | 1-2  | Guadalajara | 1951-52          | Guadalajara | 1-1  | Atlas       |
| 1952-53      | Atlas       | 2-2  | Guadalajara | 1952-53          | Guadalajara | 0-1  | Atlas       |
| 1953-54      | Atlas       | 1-1  | Guadalajara | 1953-54          | Guadalajara | 5-1  | Atlas       |
| 1954-55      | -           | 1    | -           | 1954-55          | -           | 1    | -           |
| 1955-56      | Guadalajara | 1-2  | Atlas       | 1955-56          | Atlas       | 0-3  | Guadalajara |
| 1956-57      | Atlas       | 0-2  | Guadalajara | 1956-57          | Guadalajara | 0-2  | Atlas       |
| 1957-58      | Guadalajara | 3-0  | Atlas       | 1957-58          | Atlas       | 2-0  | Guadalajara |
| 1958-59      | Guadalajara | 2-2  | Atlas       | 1958-59          | Atlas       | 2-3  | Guadalajara |
| 1959-60      | Atlas       | 1-1  | Guadalajara | 1959-60          | Guadalajara | 0-0  | Atlas       |
| 1960-61      | Atlas       | 2-0  | Guadalajara | 1960-61          | Guadalajara | 3-1  | Atlas       |
| 1961-62      | Atlas       | 0-1  | Guadalajara | 1961-62          | Guadalajara | 3-2  | Atlas       |
| 1962-63      | Atlas       | 4-2  | Guadalajara | 1962-63          | Guadalajara | 0-0  | Atlas       |
| 1963-64      | Atlas       | 2-1  | Guadalajara | 1963-64          | Guadalajara | 3-0  | Atlas       |
| 1964-65      | Atlas       | 1-3  | Guadalajara | 1964-65          | Guadalajara | 2-1  | Atlas       |
| 1965-66      | Guadalajara | 0-2  | Atlas       | 1965-66          | Atlas       | 2-0  | Guadalajara |
| 1966-67      | Atlas       | 1-1  | Guadalajara | 1966-67          | Guadalajara | 2-2  | Atlas       |
| 1967-68      | Atlas       | 0-1  | Guadalajara | 1967-68          | Guadalajara | 2-0  | Atlas       |
| 1968-69      | Guadalajara | 2-2  | Atlas       | 1968-69          | Atlas       | 0-0  | Guadalajara |
| 1969-70      | Atlas       | 1-3  | Guadalajara | 1969-70          | Guadalajara | 5-1  | Atlas       |
| México '70   | Atlas       | 1-1  | Guadalajara | México '70       | Guadalajara | 1-1  | Atlas       |
| 1970-71      | Guadalajara | 2-1  | Atlas       | 1970-71          | Atlas       | 1-2  | Guadalajara |
| 1971-72      | -           | 1    | -           | 1971-72          | -           | 1    | -           |
| 1972-73      | Guadalajara | 1-0  | Atlas       | 1972-73          | Atlas       | 2-1  | Guadalajara |
| 1973-74      | Guadalajara | 1-3  | Atlas       | 1973-74          | Atlas       | 1-2  | Guadalajara |
| 1974-75      | Atlas       | 5-1  | Guadalajara | 1974-75          | Guadalajara | 2-2  | Atlas       |
| 1975-76      | Atlas       | 1-2  | Guadalajara | 1975-76          | Guadalajara | 1-2  | Atlas       |
| 1976-77      | Atlas       | 1-0  | Guadalajara | 1976-77          | Guadalajara | 1-1  | Atlas       |
| 1977-78      | Guadalajara | 3-0  | Atlas       | 1977-78          | Atlas       | 1-1  | Guadalajara |
| 1978-79      | -           | 1    | -           | 1978-79          | -           | 1    | -           |
| 1979-80      | Guadalajara | 0-0  | Atlas       | 1979-80          | Atlas       | 0-4  | Guadalajara |
| 1980-81      | Atlas       | 0-0  | Guadalajara | 1980-81          | Guadalajara | 1-2  | Atlas       |
| 1981-82      | Guadalajara | 3-0  | Atlas       | 1981-82          | Atlas       | 1-0  | Guadalajara |
| 1982-83      | Atlas       | 2-2  | Guadalajara | 1982-83          | Guadalajara | 1-1  | Atlas       |
| 1983-84      | Guadalajara | 1-1  | Atlas       | 1983-84          | Atlas       | 3-5  | Guadalajara |
| 1984-85      | Guadalajara | 0-0  | Atlas       | 1984-85          | Atlas       | 0-0  | Guadalajara |
| Prode '85    | -           | 2    | -           | Prode '85        | -           | 2    | -           |
| México '86   | Guadalajara | 2-2  | Atlas       | México '86       | Atlas       | 2-1  | Guadalajara |
| 1986-87      | Guadalajara | 3-0  | Atlas       | 1986-87          | Atlas       | 1-2  | Guadalajara |
| 1987-88      | Guadalajara | 3-1  | Atlas       | 1987-88          | Atlas       | 1-1  | Guadalajara |
| 1988-89      | Atlas       | 2-2  | Guadalajara | 1988-89          | Guadalajara | 3-0  | Atlas       |
| 1989-90      | Guadalajara | 1-2  | Atlas       | 1989-90          | Atlas       | 1-1  | Guadalajara |
| 1990-91      | Guadalajara | 0-0  | Atlas       | 1990-91          | Atlas       | 1-0  | Guadalajara |
| 1991-92      | Guadalajara | 1-0  | Atlas       | 1991-92          | Atlas       | 2-2  | Guadalajara |
| 1992-93      | Atlas       | 2-1  | Guadalajara | 1992-93          | Guadalajara | 1-1  | Atlas       |
| 1993-94      | Atlas       | 1-1  | Guadalajara | 1993-94          | Guadalajara | 0-0  | Atlas       |
| 1994-95      | Atlas       | 0-1  | Guadalajara | 1994-95          | Guadalajara | 2-1  | Atlas       |
| 1995-96      | Guadalajara | 5-2  | Atlas       | 1995-96          | Atlas       | 2-0  | Guadalajara |
| Invierno '96 | Atlas       | 2-2  | Guadalajara | Verano '97       | Guadalajara | 2-2  | Atlas       |
| Invierno '97 | Guadalajara | 2-1  | Atlas       | Verano '98       | Atlas       | 3-2  | Guadalajara |
| Invierno '98 | Atlas       | 2-4  | Guadalajara | Verano '99       | Guadalajara | 1-1  | Atlas       |
| Invierno '99 | Atlas       | 0-0  | Guadalajara | Verano '00       | Guadalajara | 1-3  | Atlas       |
| Invierno '00 | Atlas       | 2-0  | Guadalajara | Verano '01       | Guadalajara | 2-3  | Atlas       |
| Invierno '01 | Guadalajara | 0-3  | Atlas       | Verano '02       | Atlas       | 1-1  | Guadalajara |
| Apertura '02 | Atlas       | 1-2  | Guadalajara | Clausura '03     | Guadalajara | 1-3  | Atlas       |
| Apertura '03 | Guadalajara | 1-0  | Atlas       | Clausura '04     | Atlas       | 1-1  | Guadalajara |
| Apertura '04 | Guadalajara | 1-3  | Atlas       | Clausura '05     | Atlas       | 2-3  | Guadalajara |
| Apertura '05 | Atlas       | 2-2  | Guadalajara | Clausura '06     | Guadalajara | 0-3  | Atlas       |
| Apertura '06 | Guadalajara | 3-1  | Atlas       | Clausura '07     | Atlas       | 0-2  | Guadalajara |
| Apertura '07 | Guadalajara | 3-1  | Atlas       | Clausura '08     | Atlas       | 0-2  | Guadalajara |
| Apertura '08 | Atlas       | 0-1  | Guadalajara | Clausura '09     | Guadalajara | 0-1  | Atlas       |
| Apertura '09 | Atlas       | 1-4  | Guadalajara | Bicentenario '10 | Guadalajara | 0-2  | Atlas       |
| Apertura '10 | Guadalajara | 2-2  | Atlas       | Clausura '11     | Atlas       | 1-1  | Guadalajara |
| Apertura '11 | Atlas       | 1-1  | Guadalajara | Clausura '12     | Guadalajara | 0-1  | Atlas       |
| Apertura '12 | Guadalajara | 2-0  | Atlas       | Clausura '13     | Atlas       | 1-0  | Guadalajara |
| Apertura '13 | Guadalajara | 1-1  | Atlas       | Clausura '14     | Atlas       | 1-1  | Guadalajara |
| Apertura '14 | Guadalajara | 0-1  | Atlas       | Clausura '15     | Atlas       | 1-1  | Guadalajara |
| Apertura '15 | Atlas       | 0-1  | Guadalajara | Clausura '16     | Guadalajara | 1-0  | Atlas       |
| Apertura '16 | Guadalajara | 2-2  | Atlas       | Clausura '17     | Atlas       | 1-2  | Guadalajara |
| Apertura '17 | Guadalajara | 1-2  | Atlas       | Clausura '18     | Atlas       | 1-0  | Guadalajara |
| Apertura '18 | Atlas       | 0-1  | Guadalajara | Clausura '19     | Guadalajara | 3-0  | Atlas       |
| Apertura '19 | Guadalajara | 1-0  | Atlas       | Clausura '20     | Atlas       | 1-2  | Guadalajara |
| Apertura '20 | Guadalajara | 3-2  | Atlas       | Clausura '21     | Atlas       | 0-1  | Guadalajara |
| Apertura '21 | Guadalajara | 0-1  | Atlas       | Clausura '22     | Atlas       | 1-1  | Guadalajara |
| Apertura '22 | Guadalajara | 1-1  | Atlas       | Clausura '23     | Atlas       | 3-3  | Guadalajara |

1. Não jogado devido ao facto de o Atlas jogar na segunda divisão.
2. Não disputado.

### Liguilla
| Temporada     | Ida                   | Volta                 | Agregados |
| ------------- | --------------------- | --------------------- | --------- |
| Verano 2000   | Atlas 1-1 Guadalajara | Guadalajara 1-1 Atlas | 2-21      |
| Apertura 2004 | Guadalajara 0-1 Atlas | Atlas 3-3 Guadalajara | 4-3       |
| Clausura 2015 | Guadalajara 0-0 Atlas | Atlas 1-4 Guadalajara | 1-4       |
| Clausura 2017 | Atlas 1-0 Guadalajara | Guadalajara 1-0 Atlas | 1-12      |
| Clausura 2022 | Guadalajara 1–2 Atlas | Atlas 1–1 Guadalajara | 3–2       |
| Clausura 2023 | Atlas 1-0 Guadalajara | Guadalajara 1-0 Atlas | 1-13      |

1. Guadalajara passou devido a uma melhor posição no quadro geral.
2. Guadalajara passou devido a uma melhor posição na tabela geral.
3. O Guadalajara passou devido a uma melhor posição na classificação geral.

### Copa México
| Temporada | Mandante    | Res. | Visitante   | Temporada     | Mandante    | Res. | Visitante   |
| --------- | ----------- | ---- | ----------- | ------------- | ----------- | ---- | ----------- |
| 1942-43   | Atlas       | 3-1  | Guadalajara | 1943-44       | Atlas       | 1-1  | Guadalajara |
| 1943-44   | Guadalajara | 1-2  | Atlas       | 1944-45       | Guadalajara | 1-2  | Atlas       |
| 1947-48   | Guadalajara | 1-0  | Atlas       | 1948-49       | Atlas       | 3-0  | Guadalajara |
| 1950-51   | Guadalajara | 3-0  | Atlas       | 1951-52       | Atlas       | 2-2  | Guadalajara |
| 1951-52   | Guadalajara | 1-1  | Atlas       | 1952-53       | Guadalajara | 1-1  | Atlas       |
| 1952-53   | Atlas       | 0-1  | Guadalajara | 1959-60       | Guadalajara | 2-2  | Atlas       |
| 1959-60   | Atlas       | 4-1  | Guadalajara | 1963-64       | Atlas       | 0-2  | Guadalajara |
| 1963-64   | Guadalajara | 2-2  | Atlas       | 1964-65       | Guadalajara | 2-1  | Atlas       |
| 1964-65   | Atlas       | 5-1  | Guadalajara | 1973-74       | Guadalajara | 3-0  | Atlas       |
| 1995-96   | Atlas       | 4-2  | Guadalajara | 1995-96       | Guadalajara | 1-0  | Atlas       |
| 1996-97   | Guadalajara | 4-1  | Atlas       | Apertura 2017 | Guadalajara | 1-0  | Atlas       |

### Campeón de Campeones
| Temporada | Mandante    | Res. | Visitante |
| --------- | ----------- | ---- | --------- |
| 1962      | Guadalajara | 0-2  | Atlas     |

### Pre Libertadores e Interliga
| Torneio               | Mandante    | Res. | Visitante   |
| --------------------- | ----------- | ---- | ----------- |
| Pre Libertadores 2000 | Atlas       | 2-2  | Guadalajara |
| Interliga 2009        | Guadalajara | 3-1  | Atlas       |

## Dados
Atualizado em 14 de maio de 2023
| Torneio                 | PJ  | VA | E  | VG  | GA  | GG  |
| ----------------------- | --- | -- | -- | --- | --- | --- |
| Liga Regular            | 155 | 46 | 51 | 58  | 200 | 230 |
| Liguilla                | 12  | 4  | 5  | 3   | 12  | 13  |
| Total na Liga           | 167 | 50 | 56 | 61  | 212 | 243 |
| Liga Amateur de Jalisco | 431 | 14 | 7  | 22  | 76  | 92  |
| Copa México             | 22  | 7  | 6  | 9   | 34  | 34  |
| Campeón de Campeones    | 1   | 1  | 0  | 0   | 2   | 0   |
| Pre Libertadores        | 1   | 0  | 1  | 0   | 2   | 2   |
| Interliga               | 1   | 0  | 0  | 1   | 1   | 3   |
| TOTAL OFICIAL           | 235 | 72 | 70 | 93  | 329 | 377 |
| Amistosos               | 52  | 21 | 17 | 14  | 73  | 67  |
| TOTAL                   | 287 | 93 | 87 | 107 | 402 | 444 |

PJ. Jogos disputados.
VA. Vitórias do Atlas.
VG. Vitórias do Guadalajara.
E. Empates.
GA. Gols marcados pelo Atlas.
GG. Gols marcados pelo Guadalajara.
1. No total, houve 44 jogos, mas há um jogo cujo resultado é desconhecido.

### Maiores artilheiros
| Jogador                        | Equipe      | Gols |
| ------------------------------ | ----------- | ---- |
| Crescencio 'Mellone' Gutiérrez | Guadalajara | 13   |
| Salvador 'Melón' Reyes         | Guadalajara | 13   |
| Alfredo 'Pistache' Torres      | Atlas       | 12   |
| Francisco Flores               | Guadalajara | 10   |
| Javier 'Cabo' Valdivia         | Guadalajara | 9    |

### Jogadores com mais jogos disputados no clássico
- Para o Club Deportivo Guadalajara é Juan "Bigotón" Jasso com 22
- Para o Atlas, Jesús "Chita" Aldrete com 19

### Maiores goleadas
| Competição       | Temporada | Vencedor    | Resultado |
| ---------------- | --------- | ----------- | --------- |
| Liga Amateur     | 1932-33   | Guadalajara | 8-1       |
| Primera División | 1943-44   | Guadalajara | 7-3       |
| Liga Amateur     | 1928-29   | Guadalajara | 5-1       |
| Primera División | 1953-54   | Guadalajara | 5-1       |
| Copa México      | 1964-65   | Atlas       | 5-1       |
| Primera División | 1969-70   | Guadalajara | 5-1       |
| Primera División | 1974-75   | Atlas       | 5-1       |
| Liga Amateur     | 1919-20   | Atlas       | 4-0       |
| Primera División | 1950-51   | Atlas       | 4-0       |
| Primera División | 1979-80   | Guadalajara | 4-0       |

## Títulos
Atualizado em 6 de outubro de 2023
| Competición                       | Guadalajara | Atlas |
| --------------------------------- | ----------- | ----- |
| Primera División de México        | 12          | 3     |
| Copa México                       | 4           | 4     |
| Campeón de Campeones              | 7           | 5     |
| Supercopa de México               | 1           | 0     |
| Liga dos Campeões da CONCACAF     | 2           | 0     |
| TOTAL OFICIAL                     | 26          | 12    |
| Liga Occidental                   | 13          | 5     |
| Campeón de Campeones de Occidente | 1           | 0     |
| TOTAL                             | 40          | 17    |